# Super Rugby

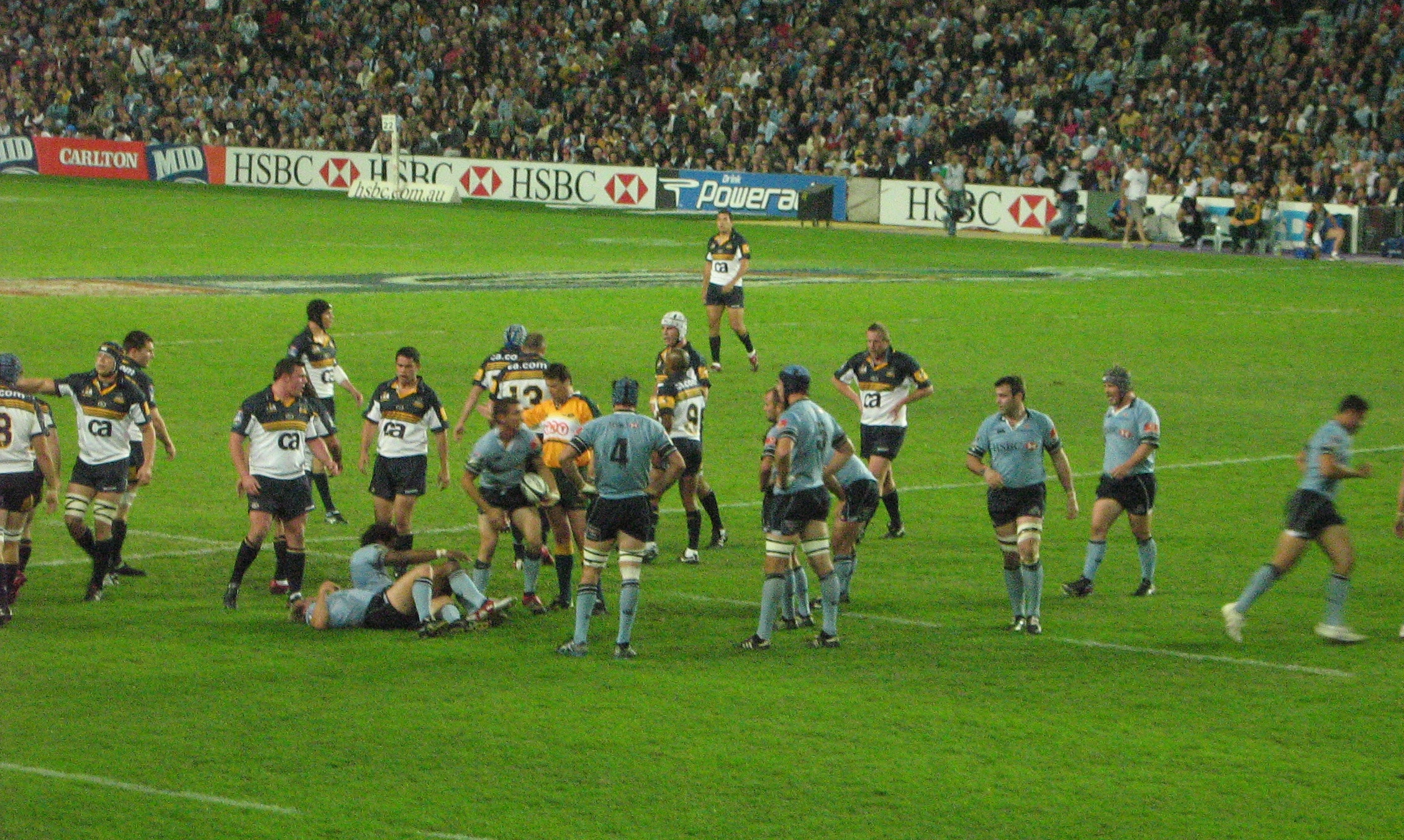
Brumbies - Waratahs

El torneig Super Rugby és la competició professional de clubs de rugbi més important de l'hemisferi sud i inclou equips de l'Argentina, Austràlia, Nova Zelanda, Sud-àfrica i Japó.
La lliga va tenir els seus orígens en el Campionat del Pacífic Sud de 1992, i la formaven originàriament sis equips. D'aquests, tres eren de Nova Zelanda (Canterbury, Wellington i Auckland), un de Queensland, un de Nova Gal·les del Sud i un de Fiji. Després el torneig es va expandir a deu equips, pertanyents a Nova Zelanda, Austràlia i Sud-àfrica.
Aquestes tres nacions van dominar entre 1991 i 1995 les copes mundials. Després de la Copa del Món de 1995, van crear una organització anomenada SANZAR per organitzar, l'any 1996, la lliga professional Super 12, posteriorment ampliada a catorze equips. La competició és àmpliament considerada com la competició no mundial més dura dins de la pràctica del rugbi.
El nom es va canviar a Súper 14 amb la incorporació de dos equips per a la temporada 2006 Super 14 ', i amb l'expansió a 15 equips dels tres països per a la temporada 2011 de Super Rugby, la competició es va reorganitzar com a Super Rugby (sense número). El 2016, dos nous equips, els Jaguares de l'Argentina i els Sunwolves del Japó, es van incorporar a la competició.
El 2018, la competició va experimentar un altre canvi de format, aquesta vegada sense dos equips de la conferència sud-africana, i un de la conferència australiana. Això va deixar la competició amb 15 equips.
La competició ha estat dominada per equips neozelandesos, que han guanyat 17 vegades en 24 anys.

## Organització i format
SANZAAR és l'organisme que administra la Super Rugby, i compta amb les federacions australiana, nova Zelandesa, sud-africana i argentina com a únics membres. SANZAAR també organitza el torneig de Rugbi que és disputat per la selecció nacional de l'Argentina, la d'Austràlia, la de Nova Zelanda i l'equip nacional de rugbi de Sud-àfrica després de la conclusió del torneig del Super Rugby; les Tri-Nacions van precedir el Campionat de Rugbi abans que l'Argentina entrés a la competició. L'organització es va constituir el 1996 per establir i executar el Torneig Super 12 i el Tri-Nations.

## Equips
En ordre alfabètic (països/equips):

### Els equips de l'Argentina
- Jaguares, a la ciutat de Buenos Aires

### Els equips d'Austràlia
- Brumbies, a la ciutat de Canberra
- Melbourne Rebels, a la ciutat de Melbourne
- Queensland Reds, a la ciutat de Brisbane
- Waratahs, a la ciutat de Sydney
- Western Force, a la ciutat de Perth

### Els equips del Japó
- Sunwolves, a la ciutat de Tòquio

### Els equips de Nova Zelanda
- Blues, a la ciutat d'Auckland
- Chiefs, a la ciutat de Hamilton
- Crusaders, a la ciutat de Christchurch
- Highlanders, a la ciutat de Dunedin
- Hurricanes, a la ciutat de Wellington

### Els equips de Sud-àfrica
- Vodacom Blue Bulls, a la ciutat de Pretòria
- Cheetahs, a la ciutat de Bloemfontein
- Lions, a la ciutat de Johannesburg
- Sharks, a la ciutat de Durban
- Stormers, a la Ciutat del Cap